# Écauville
Écauville est une commune française située dans le département de l'Eure en région Normandie.

## Géographie

### Localisation
Le territoire de la commune possède un fragment séparé par Feuguerolles et Quittebeuf.
| Saint-Aubin-d'Écrosville | Saint-Aubin-d'Écrosville |              |
| Saint-Aubin-d'Écrosville | Écauville                | Feuguerolles |
|                          | Quittebeuf               |              |

|            | Feuguerolles        |              |
| Quittebeuf | Écauville (exclave) | Feuguerolles |
|            | Quittebeuf          |              |

### Hydrographie
La commune est située dans le bassin Seine-Normandie. Elle est drainée par le fossé 01 de la commune de Feuguerolles,.

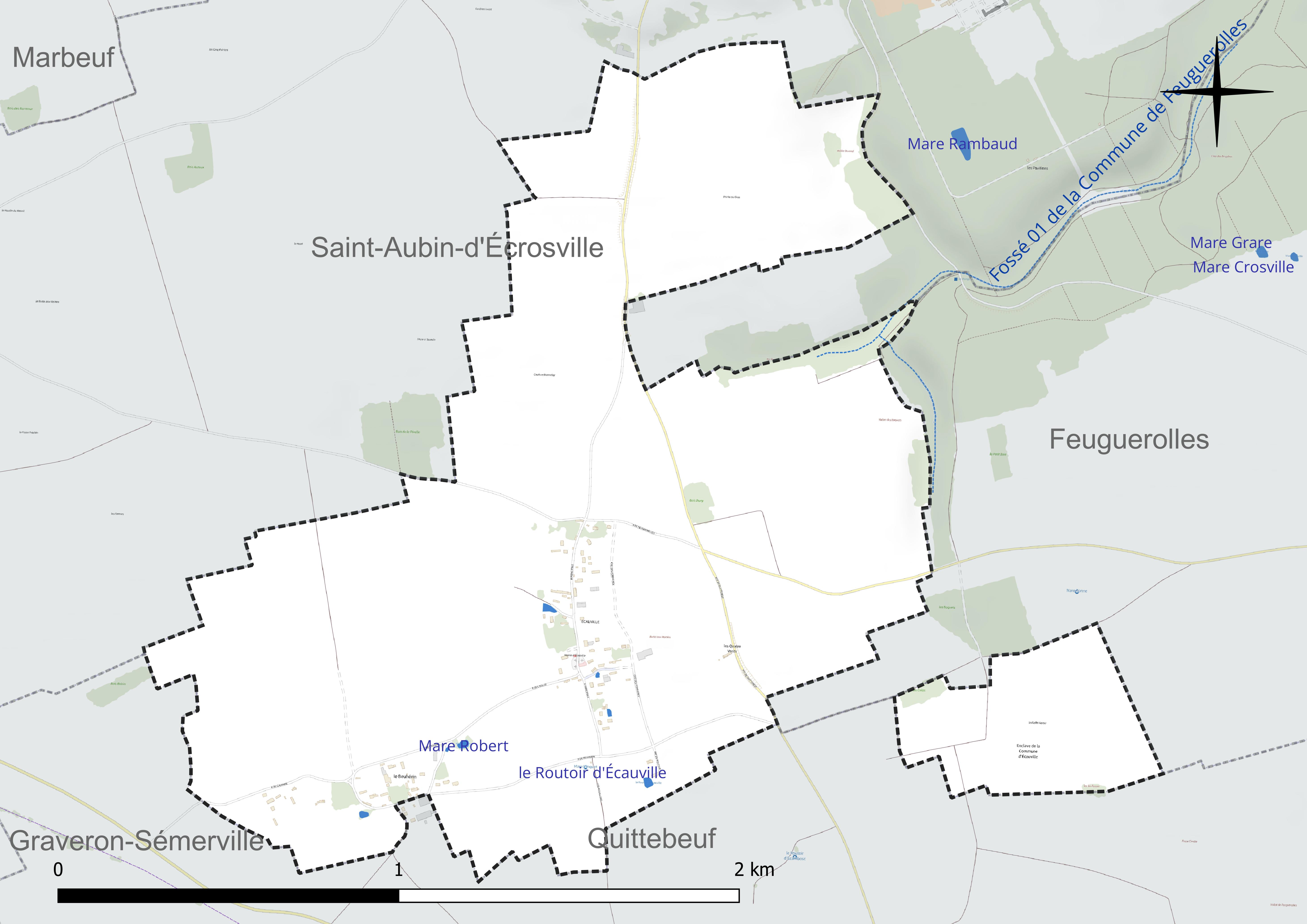
Réseau hydrographique d'Écauville.

Deux plans d'eau complètent le réseau hydrographique : la mare Robert (0,1 ha) et le Routoir d'écauville (0,1 ha),.

### Climat
Pour des articles plus généraux, voir Climat de la Normandie et Climat de l'Eure.
En 2010, le climat de la commune est de type climat océanique dégradé des plaines du Centre et du Nord, selon une étude du CNRS s'appuyant sur une série de données couvrant la période 1971-2000. En 2020, Météo-France publie une typologie des climats de la France métropolitaine dans laquelle la commune est exposée à un climat océanique et est dans la région climatique  Côtes de la Manche orientale, caractérisée par un faible ensoleillement (1 550 h/an) ; forte humidité de l’air (plus de 20 h/jour avec humidité relative > 80 % en hiver), vents forts fréquents. Parallèlement le GIEC normand, un groupe régional d’experts sur le climat, différencie quant à lui, dans une étude de 2020, trois grands types de climats pour la région Normandie, nuancés à une échelle plus fine par les facteurs géographiques locaux. La commune est, selon ce zonage, exposée à un « climat des plateaux abrités », correspondant aux plaines agricoles de l’Eure, avec une pluviométrie beaucoup plus faible que dans la plaine de Caen en raison du double effet d’abri provoqué par les collines du Bocage normand et par celles qui s’étendent sur un axe du Pays d'Auge au Perche.
Pour la période 1971-2000, la température annuelle moyenne est de 10,4 °C, avec  une amplitude thermique annuelle de 13,9 °C. Le cumul annuel moyen de précipitations est de 708 mm, avec 11,5 jours de précipitations en janvier et 8,4 jours en juillet. Pour la période 1991-2020, la température moyenne annuelle observée sur la station météorologique la plus proche, située sur la commune de Louviers à 16 km à vol d'oiseau, est de 11,8 °C et le cumul annuel moyen de précipitations est de 719,5 mm,. Pour l'avenir, les paramètres climatiques de la commune estimés pour 2050 selon différents scénarios d’émission de gaz à effet de serre sont consultables sur un site dédié publié par Météo-France en novembre 2022.

## Urbanisme

### Typologie
Au 1er janvier 2024, Écauville est catégorisée commune rurale à habitat dispersé, selon la nouvelle grille communale de densité à 7 niveaux définie par l'Insee en 2022.
Elle est située hors unité urbaine. Par ailleurs la commune fait partie de l'aire d'attraction d'Évreux, dont elle est une commune de la couronne,. Cette aire, qui regroupe 108 communes, est catégorisée dans les aires de 50 000 à moins de 200 000 habitants,.

### Occupation des sols
L'occupation des sols de la commune, telle qu'elle ressort de la base de données européenne d’occupation biophysique des sols Corine Land Cover (CLC), est marquée par l'importance des territoires agricoles (97,6 % en 2018), une proportion identique à celle de 1990 (97,6 %). La répartition détaillée en 2018 est la suivante : 
terres arables (88,6 %), zones agricoles hétérogènes (8,6 %), forêts (2,4 %), prairies (0,4 %). L'évolution de l’occupation des sols de la commune et de ses infrastructures peut être observée sur les différentes représentations cartographiques du territoire : la carte de Cassini (XVIIIe siècle), la carte d'état-major (1820-1866) et les cartes ou photos aériennes de l'IGN pour la période actuelle (1950 à aujourd'hui).

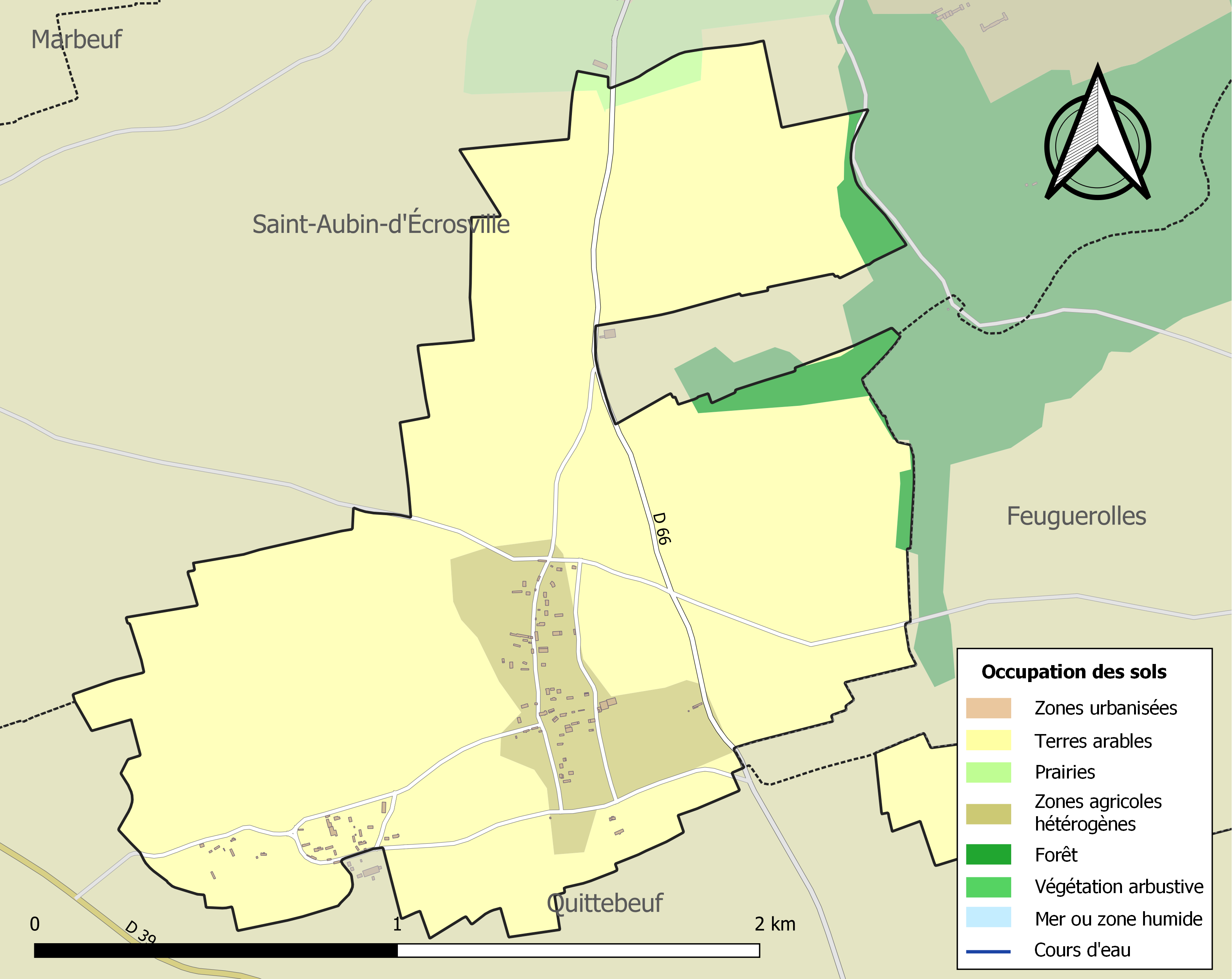
Carte des infrastructures et de l'occupation des sols de la commune en 2018 (CLC).

## Toponymie
Le nom de la localité est attesté sous la forme Escauvilla au XIIIe siècle, Escauvilla en 1215, Escauville au XIVe siècle,.
Il s'agit d'une formation toponymique médiévale en -ville au sens ancien de domaine rural et dont le premier élément Écau- représente vraisemblablement un anthroponyme. François de Beaurepaire rapproche Écauville d’Escoville (Calvados, Escoldi villa 1109) qui, selon lui, contient un nom de personne nom identifié.
Remarque : il existe un nom de personne vieux norrois Skáld, dont l'évolution romane régulière serait précisément *Escaud, le [d] ayant pu s'amuïr devant l'appellatif -ville comme on l'observe ailleurs.

## Histoire
Le patronage de saint Amand, évêque de Maastricht, mort vers 679, indique une paroisse ancienne, cependant son existence ne nous est révélée que par les monuments du XIe siècle. Dans une charte rédigée en 1060, de Richard, comte d'Évreux, pour l'abbaye de Saint-Sauveur, il est fait mention d'une moute (meunerie) à Daubeuf et à Écauville. À la même époque, les seigneurs d'Iville exerçaient déjà une suzeraineté à Écauville. Robert d'Iville donna aux moines la moitié des dîmes d'Iville et le fief de Guimont (un aveu postérieur nous apprend que ce fief était situé à Écauville). À la fin du siècle suivant, Écauville appartenait à Robert le Maire, sous la suzeraineté de Richard d'Iville.
Robert Le Maire fit don, avec le consentement de Richard d'Iville, au chapitre d'Évreux, de ce qu'il possédait, c’est-à-dire de : l'église d'Écauville, des dîmes du blé, de la guede (plante donnant l’indigo, importée par les Romains, très cultivée au Moyen Âge) avec une acre de terre, à la réserve des droits d’autel laissés au vicaire qui devait administrer la cure au nom du chapitre. Ce vicaire devait avoir en outre les menues dîmes et six setiers (1 setier=150 litres) de blé par an. Henri du Neubourg confirma le don de son vassal.
Guérin de Cierrey, évêque d'Évreux, semble avoir donné part à cette donation, car l'obituaire du chapitre, en annonçant sa mort, arrivée vers 1200, lui attribue de don d'Ecauville, et de cent sous, à prendre sur les dimes. Le registre de Philippe Auguste signale à Ecauville un fief de haubert relevant du comté d'Évreux. La conquête de la Normandie, par ce prince, changea les idées du donateur Robert Le Maire ; ce personnage qui parait s'être retiré à l'abbaye de Saint-Ouen, légua, au moment de mourir, à l'abbaye de Saint-Ouen, d'abord une acre de terre à Saint Amand d'Ecauville, puis le fief en entier.
On a, de l'année 1216, un acte de Philippe Auguste, dans lequel le prince dit que par « affection pour l'abbé Saint-Ouen, il lui donne et concède à perpétuité un village nommé Écauville avec ses dépendances, tel que Robert Le Maire leur a donné en aumône ». Il y eut probablement de la résistance de la part du chapitre, mais la puissante abbaye l'emporta. À cinq ans de là, en 1222, le chapitre se fit confirmer par son évêque, Raoul de Cierrey, l'église d'Écauville avec toutes les dimes de blé et de la guede, avec une acre de terre donnée par Robert Le Maire. D'après le livre des jurés de Saint-Ouen, les lettres d'Écauville étaient affermées) moitié, à condition que le fermier devait porter la moitié des gerbes à la grange de Saint-Ouen à Écauville ; en compensation, le fermier avait tout le chaume. D’après un ancien pouillé (reçu administratif), remontant à 1380 environ, le chapitre d'Évreux avait conservé le patronage d'Écauville, dans le doyenné de Louviers.
L'aveu du Neubourg de 1403, rendu par Ives de Vieuxpont, contient le passage suivant « item les religieux, abbé et couvent de Saint-Ouen, entiennent un fief entier, noblement et franchement tenu à court et usage, nommé le fief d'Escauville, assis en ladite paroisse et illec environ, duquel j'ai droit de la moyenne justice, comme de mesures et de telles choses appartenantes en la moyenne justice et m'en doivent en palefroy (cheval) ou 7 livres pour relief, toutes les fois qu'il y a nouvel abbé ».

## Politique et administration
| Période                                  | Période  | Identité           | Étiquette | Qualité                |
| ---------------------------------------- | -------- | ------------------ | --------- | ---------------------- |
| avant 1995                               | ?        | Louise Feugère     | DVD       |                        |
| mars 2001                                | En cours | Françoise Maillard | DVD       | Agricultrice retraitée |
| Les données manquantes sont à compléter. |          |                    |           |                        |

## Démographie
L'évolution du nombre d'habitants est connue à travers les recensements de la population effectués dans la commune depuis 1793. Pour les communes de moins de 10 000 habitants, une enquête de recensement portant sur toute la population est réalisée tous les cinq ans, les populations de référence des années intermédiaires étant quant à elles estimées par interpolation ou extrapolation. Pour la commune, le premier recensement exhaustif entrant dans le cadre du nouveau dispositif a été réalisé en 2008.

En 2022, la commune comptait 114 habitants, en évolution de +1,79 % par rapport à 2016 (Eure : −0,25 %, France hors Mayotte : +2,11 %).
| 1793 | 1800 | 1806 | 1821 | 1831 | 1836 | 1841 | 1846 | 1851 |
| ---- | ---- | ---- | ---- | ---- | ---- | ---- | ---- | ---- |
| 202  | 206  | 215  | 218  | 210  | 212  | 169  | 163  | 162  |

| 1856 | 1861 | 1866 | 1872 | 1876 | 1881 | 1886 | 1891 | 1896 |
| ---- | ---- | ---- | ---- | ---- | ---- | ---- | ---- | ---- |
| 134  | 131  | 127  | 106  | 110  | 105  | 94   | 88   | 83   |

| 1901 | 1906 | 1911 | 1921 | 1926 | 1931 | 1936 | 1946 | 1954 |
| ---- | ---- | ---- | ---- | ---- | ---- | ---- | ---- | ---- |
| 80   | 84   | 74   | 60   | 53   | 62   | 51   | 50   | 49   |

| 1962 | 1968 | 1975 | 1982 | 1990 | 1999 | 2006 | 2008 | 2013 |
| ---- | ---- | ---- | ---- | ---- | ---- | ---- | ---- | ---- |
| 53   | 53   | 53   | 57   | 74   | 73   | 106  | 116  | 114  |

| 2018 | 2022 | - | - | - | - | - | - | - |
| ---- | ---- | - | - | - | - | - | - | - |
| 110  | 114  | - | - | - | - | - | - | - |

## Culture locale et patrimoine

### Lieux et monuments
- Église Saint-Amand : en 1911, des croix très anciennes de pèlerinages ont été remarquées sur le mur sud de l'église. Le patronage de saint Amand, mort vers 679, semblerait donner une origine ancienne à cette paroisse dont l'existence jusqu'ici n'est attestée que par une charte de 1060 du comte Richard d'Évreux pour l'abbaye de Saint-Sauveur[24].
- Des retranchements de l'époque gallo-romaine existeraient dans le bois des Bosquets[24].

### Patrimoine naturel

#### Site classé
- Le tilleul sis au lieu-dit le Beuhérin  Site classé (1929)[25]